# El jardín del artista en Giverny
El jardín del artista en Giverny (en francés: Le Jardin de l'artiste à Giverny) es una pintura a óleo sobre lienzo de Claude Monet, realizada en 1900.

## Europeana 280
En abril de 2016, la pintura El jardín del artista en Giverny fue seleccionada como una de las diez obras artísticas más grandes de Francia por el proyecto Europeana.